# ロータス・107
ロータス・107 (Lotus 107) は、チーム・ロータスが1992年のF1世界選手権参戦用に開発したフォーミュラ1カー。クリス・マーフィーが設計した。1993年は107B、1994年前半戦は107Cが使用された。

## 107
107はロータスにとって1990年に102を投入して以来の新車となった。102よりも空力面が洗練され、クリス・マーフィーがレイトンハウス在籍時に設計したCG911に似たフォルムとなった。ウィリアムズやジョーダンのマシンと同じくノーズ先端が若干リフトしており、フロントウィングは緩やかにカーブしている。翌端板のボーテックスジェネレーターは2段重ねになった。
エンジンはフォード・コスワース・HBのカスタマーエンジン（シリーズV）を獲得した。ベネトンに独占供給されるワークスエンジン（シリーズVI）と異なり、ニューマチックバルブが装備されていないが、カスタマーエンジンとしてはトップクラスの性能を持っていた。開発当初はジャッド・GVエンジンを搭載する予定だったが、土壇場でフォード・コスワースとの供給契約が決まったため、突貫工事状態で設計変更を余儀なくされ107の開幕投入は見送らざるを得なかった。
足回りには、ロータスとしては1987年の99T以来となるアクティブサスペンションを搭載した。ただし、99Tの様な完全油圧制御式（フルアクティブ）ではなく、従来のパッシブサスペンションに組み込んで、車高制御機能（ライドハイト・コントロール）を補完するセミアクティブサスペンションだった（チームは「ファーストライド」と呼んだ）。フロントはモノショックでロールを抑制し、アクティブユニットでピッチを制御した。
ただし、107をドライブしたジョニー・ハーバートは、1993年の取材記事の中で「セミアクティブサスの状態では、昨年は予選でも決勝でも走ったことがなかった。テストでしか試したことがなかったからね」「実際に使える状態までは熟成できなかった。なぜかというと、ソフトウェアに問題があったからなんだ」「昨年の後半からはもうほとんどアクティブサスではドライブしていないし、コンポーネンツ自体も（マシンに）つけなかった」と発言しており、未完成のまま開発が打ち切られた可能性もある。
カラーリングは名車49へのオマージュとして、ブリティッシュグリーンとイエローを基本とした配色になった。シートやステアリングには、ロータス伝統の赤いバックスキンが貼られている。マシン各部にはタミヤ、日本物産（ニチブツ）、塩野義製薬、日立製作所、小松製作所、イエローハット（スポット）といった日本企業のスポンサーロゴが貼られた。また、第9戦イギリスGPからカストロールがメインスポンサーとなった。

### スペック

#### シャーシ
- シャーシ名 107
- 全長 4,360 mm
- ホイールベース 2,900 mm
- 前トレッド 1,800 mm
- 後トレッド 1,650 mm
- 規定重量 505 kg
- 前サスペンション ダブルウィッシュボーン、プッシュロッド、モノショック、ファーストライドコントロール
- 後サスペンション ダブルウィッシュボーン、プッシュロッド、ツインショック、ファーストライドコントロール
- ショックアブソーバー ペンスキー
- ブレーキキャリパー AP
- ブレーキディスク AP/ヒトコ
- ブレーキパッド AP/ヒトコ
- ギヤボックス ロータス 6速＋リバース 横置きシーケンシャル
- クラッチ AP
- ホイール OZ
- タイヤ グッドイヤー

#### エンジン
- エンジン名 フォード・コスワース・HBシリーズV
- 気筒数・角度 V型8気筒・72度
- 吸気 自然吸気
- 排気量 3,494 cc
- 最高出力 730ps / 13,500rpm
- スパークプラグ NGK
- 燃料噴射装置 コスワース
- 燃料・潤滑油 BP、カストロール

### 記録
シーズン序盤は旧モデルの102Dを使用し、1992年の第5戦サンマリノGPからジョニー・ハーバートが、第6戦モナコGPからミカ・ハッキネンが107を使用した。
エンジン・ギアボックス・クラッチといった駆動系のトラブルが多く完走率は低かったが、マシンのポテンシャル自体は高く、マクラーレン、ウィリアムズ、ベネトンの後方で入賞圏内に食い込み、2人のドライバーが活きのよい走りを見せた。ハッキネンは活躍が認められてマクラーレンへの移籍が決定した。
| 年   | No. | ドライバー | 1   | 2   | 3   | 4   | 5   | 6   | 7   | 8   | 9   | 10  | 11  | 12  | 13  | 14  | 15  | 16  | ポイント | ランキング |
| 年   | No. | ドライバー | RSA | MEX | BRA | ESP | SMR | MON | CAN | FRA | GBR | GER | HUN | BEL | ITA | POR | JPN | AUS | ポイント | ランキング |
| ---- | --- | ---------- | --- | --- | --- | --- | --- | --- | --- | --- | --- | --- | --- | --- | --- | --- | --- | --- | -------- | ---------- |
| 1992 | 11  | ハッキネン |     |     |     |     |     | Ret | Ret | 4   | 6   | Ret | 4   | 6   | Ret | 5   | Ret | 7   | 13       | 5位        |
| 1992 | 12  | ハーバート |     |     |     |     | Ret | Ret | Ret | 6   | Ret | Ret | Ret | 13  | Ret | Ret | Ret | 13  | 13       | 5位        |

- 太字はポールポジション、斜字はファステストラップ。(key)

## 107B

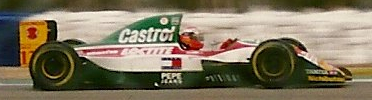
ロータス・107B

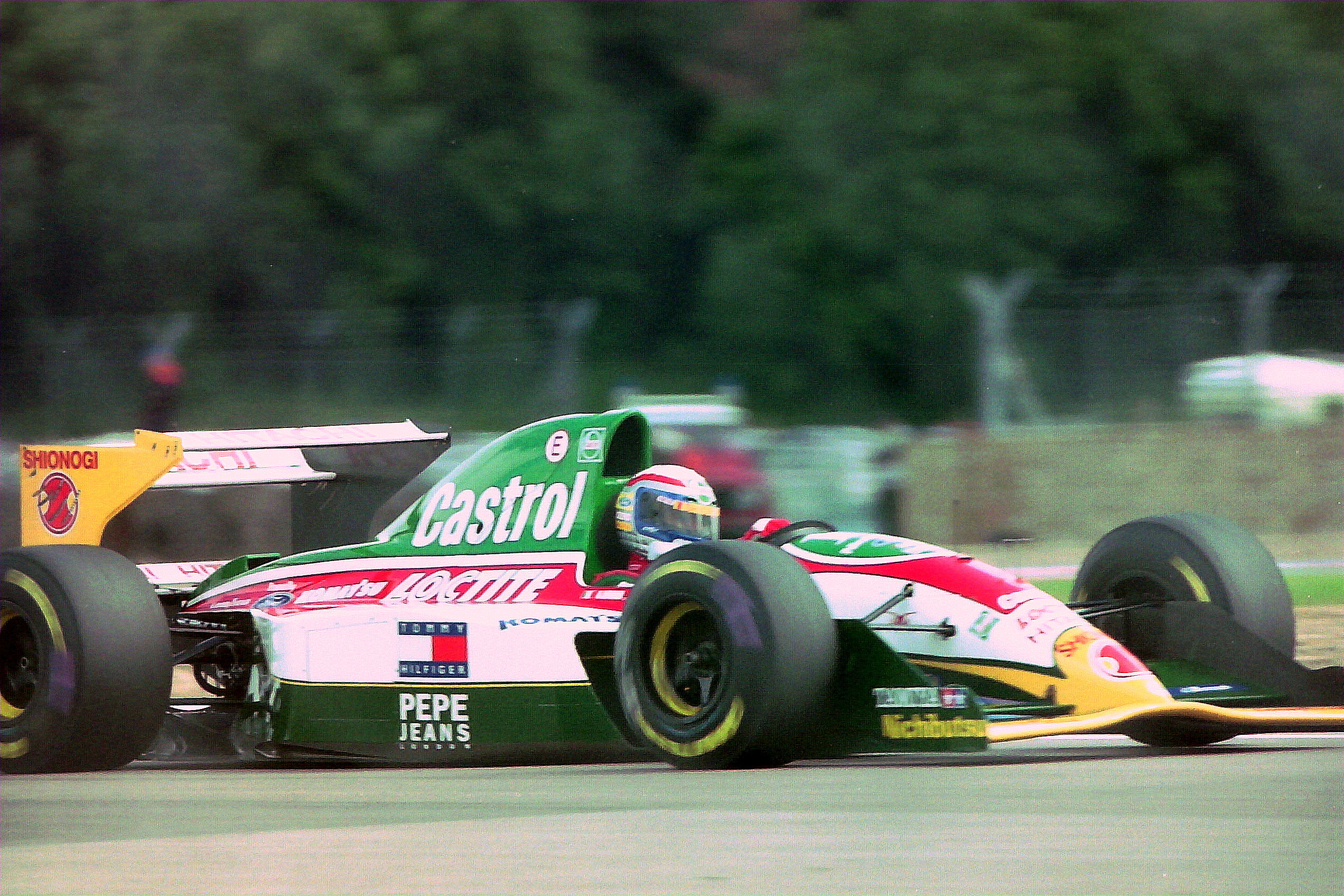
ザナルディのドライブする107B（イギリスGPプラクティス）

1993年用に開発された107Bでは、サスペンションがセミアクティブ式からフルアクティブ式に進化した。セミアクティブでは前後の車高をそれぞれ調節する機能のみだったが、フルアクティブでは4輪が独立してサスペンションの動きを制御することができた。これに伴い、フロントはモノショックからツインショックに戻されている。
なお、油圧シリンダーには故障時のバックアップ用のスプリングも設置されていた。
レギュレーション変更に合わせて、フロントノーズやリアウィングが縮小された。コースによってはサイドポッド後部にフィンを追加したほか、流行のメゾネットウィングも使用した。カラーリングはメインスポンサーのカストロールに配慮して、赤色の部分が多くなった。
レース中のタイヤ交換作業時には、アクティブサスペンションの車高調節機能を利用したユニークな作業方法が採られた。ピットレーンに入るとマシンの車高を上げ、作業位置に置かれたサーフボードのような厚さ3cmほどの板の上に停車してから車高を下げる。車体が板の上に乗ると、4本のタイヤが宙に浮く。メカニック達が使うインパクトレンチにはセンサーが付いており、タイヤ交換が終わるとマシンへ無線信号が送られる。すると自動的に車高が上がり、ピットから再発進する、という流れであった。
この方法ではマシン前後を人力でジャッキアップする必要がないため、タイヤ交換にかかる時間を短縮することができる。しかし、タイヤが地面からあまり浮かないため付け替え作業が難しく、上手く板の上に停車できない場合は余計にタイムロスする怖れもあった。1993年シーズンの開幕から採用されたが、シーズン中盤には従来のジャッキアップ方式に戻された。

### スペック

#### シャーシ
- シャーシ名 107B
- 全長 4,260 mm
- ホイールベース 2,900 mm
- 前トレッド 1,650 mm
- 後トレッド 1,520 mm
- 車重 505 kg（含エンジン）
- 前サスペンション ダブルウィッシュボーン、プッシュロッド、ツインショック、フルアクティブ
- 後サスペンション ダブルウィッシュボーン、プッシュロッド、ツインショック、フルアクティブ
- ショックアブソーバー ロータス
- ブレーキキャリパー AP
- ブレーキディスク ヒトコ/カーボン・インダストリー
- ブレーキパッド AP/カーボン・インダストリー
- ギヤボックス ロータス/エクストラック 6速＋リバース 横置きシーケンシャル
- クラッチ AP
- ホイール OZ
- タイヤ グッドイヤー

#### エンジン
- エンジン名 フォード・コスワース・HBシリーズV
- 気筒数・角度 V型8気筒・72度
- 吸気 自然吸気
- 排気量 3,494 cc
- 最高出力 730ps / 13,500rpm
- スパークプラグ NGK
- 燃料噴射装置 コスワース
- 燃料・潤滑油 バーマ、カストロール

### 記録
ハーバートは雨絡みの第2戦ブラジルGPや第3戦ヨーロッパGPレースで4位を獲得し、エースドライバーの面目を保った。新加入のアレッサンドロ・ザナルディは第12戦ベルギーGPのフリー走行中、オールージュで大クラッシュ。このレースを欠場した後、ペドロ・ラミーと交替した。
フルアクティブサスは最適なセッティングが見つけ難く、グリップ不足と不安定なハンドリングが解消されなかった。また、資金面の制約から充分なテストを行えず、システムの熟成が進まなかった。最終戦終了後にハーバートが「アクティブカーをここに穴をほって埋めたいよ」と言い、1年間アクティブサスペンションに悩まされたことを訴えていた。
| 年   | No. | ドライバー | 1   | 2   | 3   | 4   | 5   | 6   | 7   | 8   | 9   | 10  | 11  | 12  | 13  | 14  | 15  | 16  | ポイント | ランキング |
| 年   | No. | ドライバー | RSA | BRA | EUR | SMR | ESP | MON | CAN | FRA | GBR | GER | HUN | BEL | ITA | POR | JPN | AUS | ポイント | ランキング |
| ---- | --- | ---------- | --- | --- | --- | --- | --- | --- | --- | --- | --- | --- | --- | --- | --- | --- | --- | --- | -------- | ---------- |
| 1993 | 11  | ザナルディ | Ret | 6   | 8   | Ret | 14  | 7   | 11  | Ret | Ret | Ret | Ret | DNS |     |     |     |     | 12       | 6位        |
| 1993 | 11  | ラミー     |     |     |     |     |     |     |     |     |     |     |     |     | 11  | Ret | 13  | Ret | 12       | 6位        |
| 1993 | 12  | ハーバート | Ret | 4   | 4   | 8   | Ret | Ret | 10  | Ret | 4   | 10  | Ret | 5   | Ret | Ret | 11  | Ret | 12       | 6位        |

- 太字はポールポジション、斜字はファステストラップ。(key)

## 107C
1994年シーズンの序盤戦は107Cが使用された。レギュレーション変更によりアクティブサスペンションなどハイテクシステムを取り除き、新開発の6速セミオートマチックギヤボックスと無限V10エンジンを搭載した。無限エンジン専用の109を投入するまでのつなぎ的なマシンとなった。V8のフォードHBより重量のあるV10の無限エンジンにスイッチした影響でマシンは剛性不足となり、それを補うためパイプフレームで補強した結果、重量がさらに増えてしまったという。

### スペック

#### シャーシ
- シャーシ名 107C
- 全長 4,310 mm
- 全幅 2,000 mm
- 全高 1,000 mm
- ホイールベース 2,950 mm
- 前トレッド 1,650 mm
- 後トレッド 1,600 mm
- 車重 505 kg（含エンジン）
- 前サスペンション ダブルウィッシュボーン、プッシュロッド、ツインショック
- 後サスペンション ダブルウィッシュボーン、プッシュロッド、ツインショック
- ブレーキキャリパー AP
- ブレーキディスク・パッド AP/ヒトコ/カーボンインダストリー
- ギヤボックス ロータス/エクストラック 6速+リバース1速 横置きセミオートマチック
- クラッチ AP
- ホイール O・Z
- タイヤ グッドイヤー

#### エンジン
- エンジン名 無限・MF351HC
- 気筒数・角度 V型10気筒・72度
- 吸気 自然吸気
- 排気量 3,493 cc
- 全長 620 mm
- 全幅 550 mm
- 全高 520 mm
- 最高出力 680馬力以上
- 乾燥重量 150 kg
- スパークプラグ NGK
- 燃料 BP
- 潤滑油 モービル

### 記録
ハーバート、ラミーともに第4戦モナコGPまで使用。ラミーはモナコGP後のシルバーストンテストで高速のままリヤウイングが支柱から折れるアクシデントに遭い、大クラッシュにより全治1年の負傷。代役として復帰したザナルディが第6戦まで107Cを使用した。107Cの最高成績はハーバートによる7位。
| 年   | No. | ドライバー | 1   | 2   | 3   | 4   | 5   | 6   | 7   | 8   | 9   | 10  | 11  | 12  | 13  | 14  | 15  | 16  | ポイント | ランキング |
| 年   | No. | ドライバー | BRA | PAC | SMR | MON | ESP | CAN | FRA | GBR | GER | HUN | BEL | ITA | POR | EUR | JPN | AUS | ポイント | ランキング |
| ---- | --- | ---------- | --- | --- | --- | --- | --- | --- | --- | --- | --- | --- | --- | --- | --- | --- | --- | --- | -------- | ---------- |
| 1994 | 11  | ラミー     | 10  | 8   | Ret | 11  |     |     |     |     |     |     |     |     |     |     |     |     | 0        | -          |
| 1994 | 11  | ザナルディ |     |     |     |     | 9   | 15  |     |     |     |     |     |     |     |     |     |     | 0        | -          |
| 1994 | 12  | ハーバート | 7   | 7   | 10  | Ret |     |     |     |     |     |     |     |     |     |     |     |     | 0        | -          |

- 太字はポールポジション、斜字はファステストラップ。(key)